# Kathleen Collins
Pour les articles homonymes, voir Collins.
Kathleen Collins née Katherine Conwell le 18 mars 1942, morte le 18 septembre 1988 est une poétesse, scénariste, écrivaine, réalisatrice, militante des droits civiques africaine-américaine. Dans ses écrits et films, elle explore les oppressions imbriquées de genre, de race et de classe. Son œuvre est redécouverte en 2015.

## Biographie
Kathleen Collins nait à Elizabeth et grandit à Jersey City, dans le New Jersey. Elle étudie la philosophie et la religion à l'université pour femmes de Skidmore, à Saratoga Springs. En 1963, elle obtient un bachelor en philosophie et religion. En 1965, elle obtient une bourse pour suivre des études sur la littérature française à l'université Paris-Sorbonne. Elle suit un cours sur l'adaptation des œuvres littéraires au cinéma.
En 1962, elle rejoint le mouvement des droits civiques en intégrant le Student Nonviolent Coordinating Committee. Elle parcourt les états pour inciter la population africaine-américaine à s'inscrire sur les listes électorales. Elle est arrêtée à deux reprises. En septembre 1962, elle tient un discours devant 700 personnes dans une église pour promouvoir la défense des droits civiques dans un cadre non-violent.
En 1966, elle travaille à New York, pour le National Educational Television (en), réseau de radiodiffusion publique. Ensuite, elle travaille comme monteuse pour la BBC, Craven Films, Belafonte Enterprises, Bill Jersey Productions, William Greaves Productions et la United States Information Agency.
En 1971, elle écrit son premier scénario. En 1976, elle enseigne l'histoire du cinéma et l'écriture de scénario au City College of New York.
En 1980, elle adapte un recueil de nouvelles, The Cruz Chronicles de Henry H. Roth. Le film suit trois frères portoricains en proie au fantôme de leur père décédé. The Cruz Brothers and Miss Malloy ne sort pas en salle. Il tombe dans l'oubli. Nina Collins, vingt-cinq ans après la mort de sa mère retrouve le négatif original.
En 1982,  elle réalise Losing Ground, inspiré de sa propre histoire. Ce film suit une professeure de philosophie noire dont les ambitions professionnelles sont étouffées par celles de son mari artiste. 
Le film tombe dans l'oubli. Il sort sur les écrans en 2015. Le film rencontre un gros succès et rentre au Lincoln Center.
En 1988, elle meurt prématurément à l'âge de 46 ans, emportée par un cancer du sein.
En 2020, les Éditions du Portrait publient Journal d’une femme noire. Il s'agit d'une compilation de textes et écrits de Kathleen Collins. L'année d'après, Happy Family est publié dans la même maison d'édition. 

## Publications
- Journal d’une femme noire, Les Éditions du Portrait, 2020, 144 p. (ISBN 978-2-37120-023-4)
- Happy Family, Les Éditions du Portrait, 2021, 136 p. (ISBN 978 237 1200 272)

## Films
- The Cruz Brothers and Miss Malloy, réalisation et scénario, 54 min, 1980
- Losing Ground, réalisation et scénario, 86 min, 1982

## Distinctions
- Sinking Creek Film Festival, pour The Cruz Brothers and Miss Malloy, 1980
- Susan Blackburn International Prize for Playwriting, 1983
- premier prix au Festival international du film de Figueroa , Portugal
- Women Prize for fiction, 2019
- Gotham Icon Tribute, à titre posthume, Gotham Independent Film Awards, 2021[11]